# Электронный микроскоп

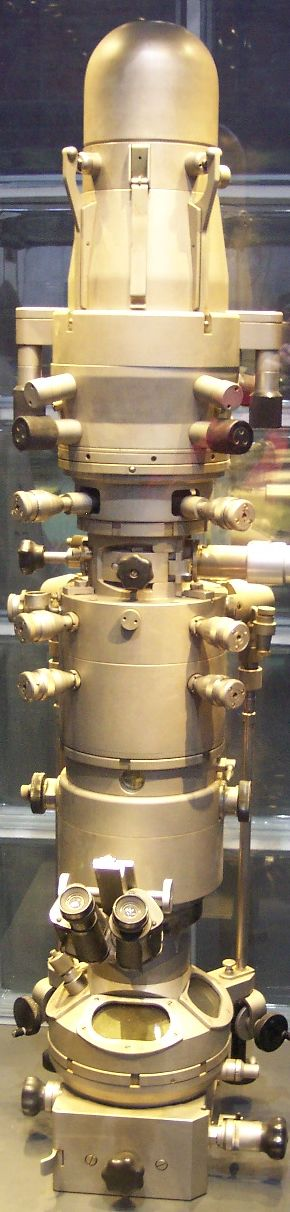
Электронный микроскоп. Модель 1960-х годов

Электро́нный микроско́п (ЭМ) — прибор (микроскоп), позволяющий получать изображение объектов с максимальным увеличением до 106 раз, благодаря использованию, в отличие от оптического микроскопа, вместо светового потока, пучка электронов с энергиями 200 эВ — 400 кэВ и более (например, просвечивающие электронные микроскопы высокого разрешения с ускоряющим напряжением 1 МВ).
Длина волны де Бройля электронов, ускоренных в электрическом поле с разностью потенциалов 1000 В, равна 0,4 Å, что много меньше длины волны видимого света. Вследствие этого, разрешающая способность электронного микроскопа в более чем 10000 раз может превосходить разрешение традиционного оптического микроскопа. Для получения изображения в электронном микроскопе используются специальные магнитные линзы, управляющие движением электронов в колонне прибора при помощи электромагнитного поля.

## История развития электронного микроскопа
Основные вехи в истории электронной микроскопии:
1897 — Томсон (J. J. Thomson) открыл электрон.
1924 — Де Бройль (de Broglie) предположил существование у электрона волновых свойств
1926 — Буш (Busch) продемонстрировал возможность фокусировки электронного потока с помощью магнитных линз цилиндрической формы. Это положило начало ЭМ.
1931 — Р. Руденберг получил патент на просвечивающий ЭМ; в 1931 году М. Кнолль и Эрнст Руска построили первый прототип современного прибора. Эта работа Руски в 1986 году была отмечена Нобелевской премией по физике, которую присудили ему и изобретателям сканирующего зондового микроскопа Герду Карлу Биннигу и Генриху Рореру. Использование просвечивающего электронного микроскопа для научных исследований было начато в конце 1930-х годов, и тогда же появился первый коммерческий прибор, построенный фирмой Siemens.
1935 — Кнолль (Knoll) описал принцип работы сканирующего электронного микроскопа. Позднее, в 1938, Ардене (Von Ardene) создал прототип такого микроскопа.
1939 — Сименс (Siemens) создал первый просвечивающий электронный микроскоп.
Конец 1930-х – начало 1940-х годов — появились первые растровые электронные микроскопы, формирующие изображение объекта при последовательном перемещении электронного зонда малого сечения по объекту. Массовое применение этих приборов в научных исследованиях началось в 1960-х годах, когда они достигли значительного технического совершенства.
1944 — Уильямс и Виков (Williams, Wyckoff) создали метод оттенения металлом.
1945 — Портер, Клод и Фуллам (Porter, Claude, Fullam) применили электронную микроскопию в цитологии, изучая фиксированные клетки и ткани после окрашивания.
1948 — Пиз и Бэйкер (Pease, Baker) получили тончайшие срезы био-образцов – около 0,1-0,2 мкм.
1952 — Паладе, Портер и Шестранд (Palade, Porter, Sjostrand) создали новые способы фиксации и приготовления тонких срезов, что впервые позволило увидеть многие внутриклеточные структуры. В числе первых эти методы применил Хаксли (Н. Е. Xuxley) , чтобы получить доказательства в пользу гипотезы "скользящих нитей", которая описывает механизм сокращения мышечной ткани. Хаксли продемонстрировал перекрывающиеся сети белковых филаментов миоцитов.
1953 — Портер и Блюм (Porter, Blum) спроектировали ультрамикротом.
1956 — Глауэрт (Glauert) вместе с сотрудниками применили смолу аралдит в качестве средства фиксации микропрепаратов. В 1961 Люфт (Luft) предложил использовать смолу эпон.
1957 — Робертсон (Robertson) описал трехслойное строение клеточной мембраны.
1957 — Мур и Мюреталер (Moor, Muhlethaler) улучшили метод "замораживания-скалывания" Стира (Steere). В 1966 г. Брентон (Branton) применил этот метод для изучения внутреннего строения мембран клеток.
1959 — Бреннер и Хорн (Bretftier, Home) улучшили метод негативного контрастирования Холла (Hall, 1955), что привело к распространению его использования.
1959 — Сингер (Singer) применил ферритин-ассоциированные антитела для детекции внутриклеточных молекул методом ЭМ.
1963 — Сабатини, Бенш и Баррнетт (Sabatini, Bensch, Barrnett) применили глутаральдегид и OsO4 для фиксации микропрепарата при ЭМ.
1965 — Cambridge Instruments коммерциализировала сканирующий ЭМ.
1968 — Де Розьер и Клуг (de Rosier, Klug) описали метод определения трехмерных структур по электронным микрофотографиям
1975 — Хендерсон и Унвин (Henderson, Unwin) впервые определили тонкое строение мембранного белка, используя реконструкцию
электронных микрофотографий неокрашенных белков на компьютере
Значительным скачком (в 1970-х годах) в развитии было использование вместо термоэмиссионных катодов — катодов Шоттки и катодов с холодной автоэмиссией, однако их применение требует значительно большего вакуума.
1979 — Хейзер, Рис (Heuser, Reese) с коллегами разработал метод глубокого травления, обладающий высокой разрешающей способностью, который использовал метод сверхбыстрой заморозки.
Конец 1990-х – начало 2000-х — компьютеризация и использование ПЗС-детекторов значительно упростили получение изображений в цифровом виде.
В последнее десятилетие в современных передовых просвечивающих электронных микроскопах используются корректоры сферических и хроматических аберраций, вносящих основные искажения в получаемое изображение. Однако их применение может значительно усложнять использование прибора.
2018 — американским учёным удалось добиться разрешения электронного микроскопа в 3,9 *10−11 м.

## Виды приборов

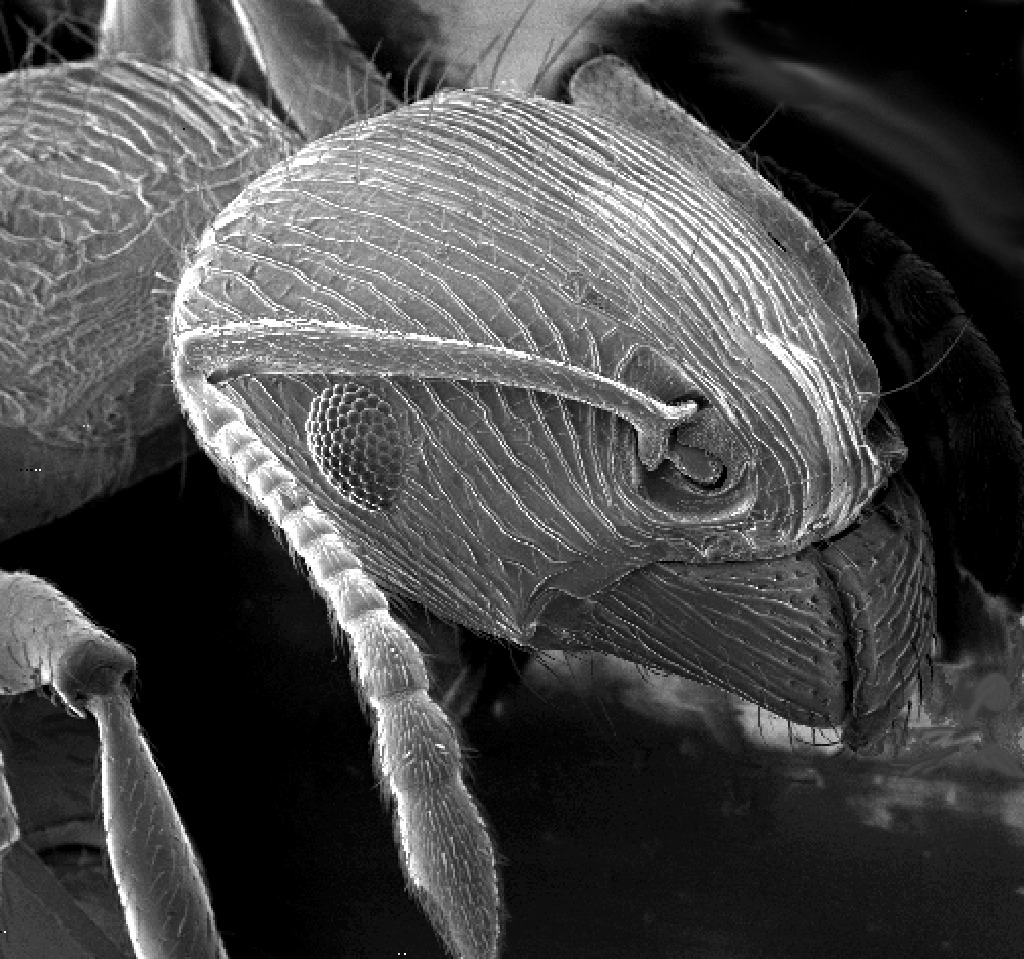
Изображение головы муравья в сканирующем электронном микроскопе

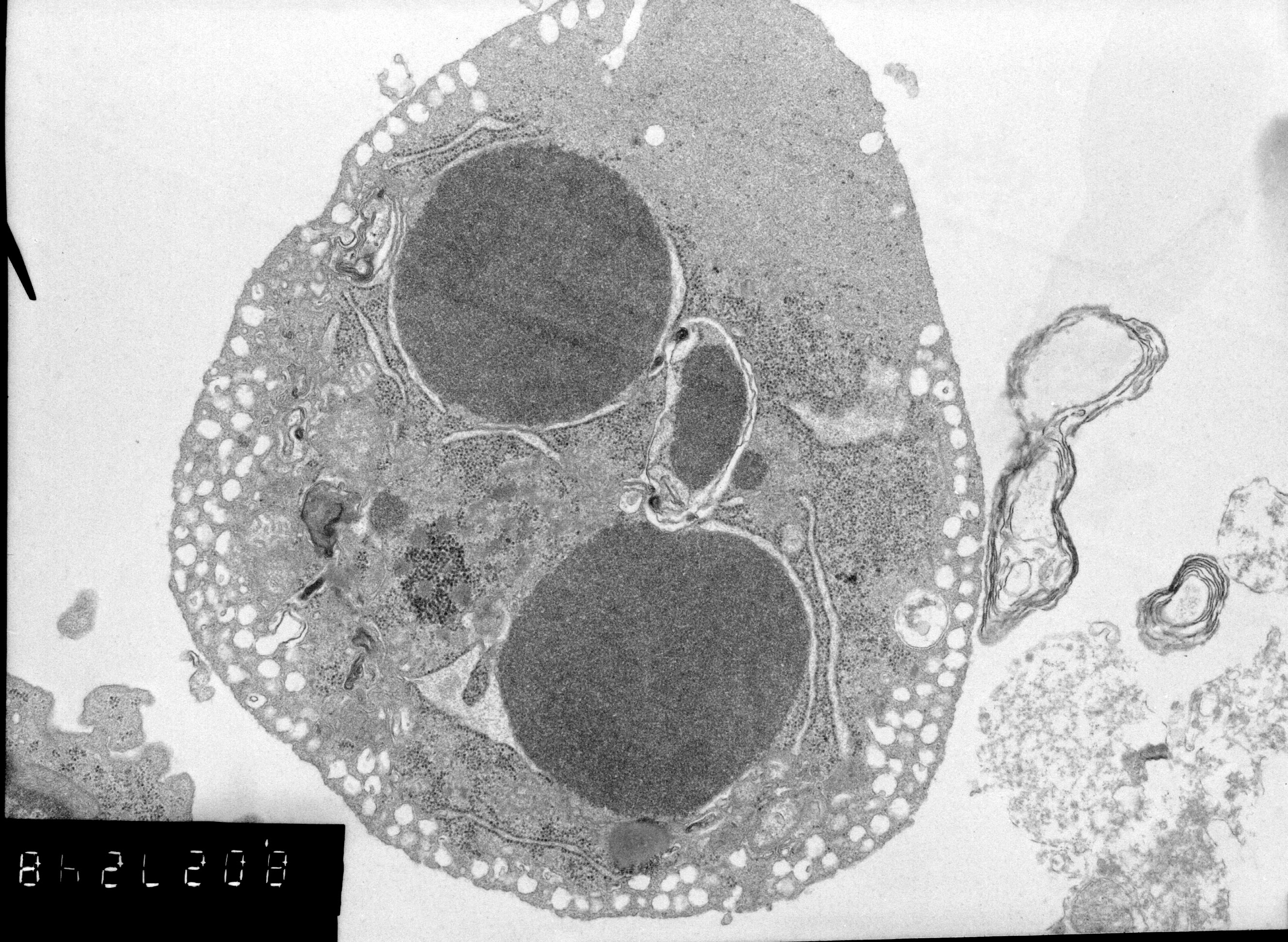
Ультраструктура неонатальных кардиомиоцитов после аноксии-реоксигенации

### Просвечивающая электронная микроскопия
В просвечивающем электронном микроскопе (ПЭМ) для формирования изображения используется высокоэнергетический электронный пучок. Электронный пучок создается посредством катода (вольфрамового, LaB6, Шоттки или холодной полевой эмиссии). Полученный электронный пучок ускоряется обычно до 80—200 кэВ (используются различные напряжения от 20 кВ до 1 МВ), фокусируется системой магнитных линз (иногда электростатических линз), проходит через образец так, что часть электронов рассеивается на образце, а часть — нет. Таким образом, прошедший через образец электронный пучок несет информацию о структуре образца. Далее пучок проходит через систему увеличивающих линз и формирует изображение на люминесцентном экране (как правило, из сульфида цинка), фотопластинке или ПЗС-камере.
Разрешение ПЭМ лимитируется в основном сферической аберрацией. Некоторые современные ПЭМ имеют корректоры сферической аберрации.
Основными недостатками ПЭМ являются необходимость в очень тонком образце (порядка 100 нм) и неустойчивость (разложение) образцов под пучком.

### Просвечивающая растровая (сканирующая) электронная микроскопия (ПРЭМ)
Один из типов просвечивающей электронной микроскопии (ПЭМ); однако, есть приборы, работающие исключительно в режиме ПРЭМ. Пучок электронов пропускается через относительно тонкий образец, но, в отличие от обычной просвечивающей электронной микроскопии, электронный пучок фокусируется в точку, которая перемещается по образцу по растру.

### Растровая (сканирующая) электронная микроскопия
В основе лежит телевизионный принцип развёртки тонкого пучка электронов по поверхности образца.

### Окрашивание

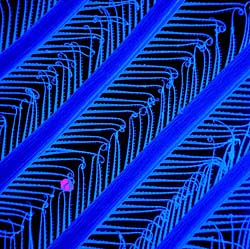
Раскрашенное изображение (PЭМ) фильтрующих щетинок антарктического криля

В своих наиболее распространенных конфигурациях, электронные микроскопы дают изображения с отдельным значением яркости на каждый пиксель, с результатами, как правило, изображенными в оттенках серого. Однако, часто эти изображения затем раскрашены посредством использования программного обеспечения, или просто ручным редактированием с помощью графического редактора. Это делается обычно для эстетического эффекта или для уточнения структуры и, как правило, не добавляет информацию об образце.
В некоторых конфигурациях о свойствах образца можно собрать больше информации на каждый пиксель, благодаря использованию нескольких детекторов. В СЭМ атрибуты топографии и рельефа материала могут быть получены с помощью пары электронных детекторов отражения и такие атрибуты могут быть наложены в единое цветное изображение, с присвоением разных первичных цветов для каждого атрибута. По аналогии, сочетаниям отраженного и вторичного электронного сигнала различные цвета могут быть присвоены и наложены на один цветной микрограф, одновременно показывающий свойства образца.
Некоторые типы детекторов, используемых в СЭМ, имеют аналитические возможности и могут обеспечить несколько элементов данных на каждом пикселе. Примерами являются детекторы, используемые в элементном анализе, и системы катодолюминесцентных микроскопов, которые анализируют интенсивность и спектр электронно-стимулированной люминесценции (например, в геологических образцах). В системах СЭМ использование этих детекторов является общим для цветового кода сигналов и накладывают их в единое цветное изображение, так что различия в распределении различных компонентов образца можно ясно видеть и сравнивать. Дополнительно, стандарт вторичных электронных изображений может быть объединен с одним или более композиционными каналами, так что можно сравнить структуру и состав образца. Такие изображения могут быть сделаны с сохранением полной целостности исходного сигнала, который не изменяется в любом случае.

## Сферы применения
| Полупроводники и хранение данных - Редактирование схем - Метрология 3D - Анализ дефектов - Анализ неисправностей Биология и биологические науки - Криобиология - Локализация белков - Электронная томография - Клеточная томография - Крио-электронная микроскопия - Токсикология - Биологическое производство и мониторинг загрузки вирусов - Анализ частиц - Фармацевтический контроль качества - 3D изображения тканей - Вирусология - Стеклование | Научные исследования - Квалификация материалов - Подготовка материалов и образцов - Создание нанопрототипов - Нанометрология - Тестирование и снятие характеристик устройств - Исследования микроструктуры металлов Промышленность - Создание изображений высокого разрешения - Снятие микрохарактеристик 2D и 3D - Макрообразцы для нанометрической метрологии - Обнаружение и снятие параметров частиц - Электронная литография - Динамические эксперименты с материалами - Подготовка образцов - Судебная экспертиза - Добыча и анализ полезных ископаемых - Химия/Нефтехимия - Фрактография - Микротехнология |

## Недостатки
Электронные микроскопы дороги в производстве и обслуживании, но общая и эксплуатационная стоимость конфокального оптического микроскопа сравнима с базовыми электронными микроскопами.
Микроскопы, направленные на достижение высоких разрешений, должны быть размещены в устойчивых зданиях (иногда под землёй) и без внешних электромагнитных полей.
Образцы в основном должны рассматриваться в вакууме, так как молекулы, составляющие воздух, будут рассеивать электроны.
Сканирующие электронные микроскопы, работающие в обычном высоковакуумном режиме, как правило, изображают проводящий образец; Поэтому непроводящие материалы требуют проводящее покрытие (золото / палладий, сплав углерода, осмий, и т. д.); режим низкого напряжения современных микроскопов делает возможным наблюдение непроводящих образцов без покрытия. Непроводящие материалы могут быть изображены также переменным давлением (или окружающей средой) сканирующего электронного микроскопа[как?].